# إكس سكيل
إكس سكيل هي بنية دقيقة لوحدات المعالجة المركزية صممتها شركة إنتل في البداية بتطبيق مجموعة تعليمات الإصدار الخامس من معمارية آرم. تضم معمارية إكس سكيل عدة عائلات متميزة، ومنها: نظام آي إكس بي، وآي إكس سي وآي أو بي، وبي إكس أيه، وسي إي، بالإضافة إلى بعض الطُرق اللاحقة المصممة كنظام على رقاقة.
باعت شركة إنتل عائلة بي إكس أيه لمجموعة مارفل للتقنية في يونيو (حزيران) 2006. ثم وسّعت شركة مارفل العلامة التجارية لتشمل معالجات ذات بنى دقيقة أخرى، مثل معالجات كورتكس من معمارية آرم.
تعتمد بنية إكس سكيل على مجموعة تعليمات أرم في 5 تي إي بدون تعليمات الفاصلة العائمة. تستخدم إكس سكيل عددًا صحيحًا من سبع مراحل وبنية دقيقة فائقة الأنابيب للذاكرة تتألف من ثماني مراحل. وهي خليفة سلسلة إنتل سترونغ أرم من المعالجات الدقيقة ووحدات التحكم الدقيقة التي استحوذت عليها شركة إنتل من قسم أشباه الموصلات الرقمية التابع لشركة ديجيتال إكوبمينت كجزء من تسوية دعوى قضائية ما بين الشركتين. استخدمت شركة إنتل معالجات سترونغ أرم لاستبدال سلسلة المعالجات القديمة ذات الحوسبة بمجموعة تعليمات مخفضة من طراز معالجات آي 860 وآي 960، المتهالكة.
تنتمي جميع أجيال إكس سكيل إلى فئة معالجات أرم في 5 تي إي ذات بنية 32 بت، والمصنّعة باستخدام معالجات من حجم 0.18 ميكرومتر أو 0.13 ميكرومتر (مثل نموذج آي إكس بي43إكس)، وتحتوي على ذاكرة تخزين مؤقت للبيانات بسعة 32 كيلوبايت وذاكرة تخزين مؤقت للتعليمات بسعة 32 كيلوبايت. كما تحتوي معالجات إكس سكيل متعددة الأنوية من الجيلين الأول والثاني على ذاكرة تخزين مؤقت صغيرة للبيانات بسعة 2 كيلوبايت، والتي يُزعم أنها تتجنب استنزاف ذاكرة التخزين المؤقت دي بسبب تدفقات البيانات المتغيرة باستمرار. أما المنتجات المبنية على الجيل الثالث من إكس سكيل، فتحتوي على ذاكرة تخزين مؤقت موحدة من المستوى الثاني بسعة تصل إلى 512 كيلوبايت.

## الاستخدام في المعالجات
تُستخدم نواة إكس سكيل في عدد من عائلات المتحكمات الدقيقة التي تُصنّعها شركتا إنتل ومارفل، ومن أبرزها ما يلي:
- معالجات التطبيقات، والتي تبدأ أسماءها بالمقطع (بي إكس أيه). وهناك أربعة أجيال من معالجات إكس سكيل للتطبيقات، وهي معالجات بي إكس أيه 210، وبي إكس أيه 25 إكس، وبي إكس أيه 26 إكس، وبي إكس أيه 27 إكس، وبي إكس أيه 3 إكس إكس.
- معالجات الإدخال/الإخراج، والتي تبدأ أسماءها بالمقطع (آي سي بي).
- معالجات الشبكات، والتي تبدأ أسماءها بالمقطع (آي إكس بي).
- معالجات مستوى التحكم، والتي تبدأ أسماءها بالمقطع (آي إكس سي).
- معالجات الإلكترونيات الاستهلاكية، والتي تبدأ أسماءها بالمقطع (سي إي).

وهناك أيضًا معالجات مستقلة مُوجّهة بشكل أساسي للتطبيقات التي تستخدم مسرى الربط بين المكونات الطرفية، مثل معالجات 80200 و80219 الخاصة بشركة إنتل.

### معالجات بي إكس أيه
صُممت منتجات بي إكس أيه لأول مرة كمعالجات تتبع نمط النظام على الرقاقة في مدينة أوستن، بولاية تكساس في الولايات المتحدة الأمريكية. وتُشير الأسماء الرمزية لسلسلة المنتجات هذه إلى مدن صغيرة في ولاية تكساس تقع بشكل رئيسي بالقرب من مزارع صيد الغزلان التي كان يرتادها فريق تسويق معالجات إكس سكيل وأنظمة الهواتف المحمولة في شركة إنتل. كانت منتجات بي إكس أيه التي تحتوي نظامًا على شريحة شائعة الاستخدام في الهواتف الذكية وأجهزة المساعد الرقمي الشخصي التي تعمل باستخدام أنظمة ويندوز موبايل وسيمبيان وبالم أو إس خلال الفترة من عام 2000 إلى عام 2006.